# Манкечурское сельское поселение
Се́льское поселе́ние «Манкечурское» — муниципальное образование в Александрово-Заводском районе Забайкальского края Российской Федерации.
Административный центр — село Манкечур.

## История
Статус и границы сельского поселения установлены Законом Читинской области от 19 мая 2004 года «Об установлении границ, наименований вновь образованных муниципальных образований и наделении их статусом сельского, городского поселения в Читинской области».

## Население
| 2010 | 2011 | 2012 | 2013 | 2014 | 2015 | 2016 |
| ---- | ---- | ---- | ---- | ---- | ---- | ---- |
| 520  | ↘518 | ↗761 | ↘745 | ↘743 | ↘715 | ↗719 |
| 2017 | 2018 | 2019 | 2020 | 2021 |      |      |
| ↘706 | ↘681 | ↘668 | ↘653 | ↘531 |      |      |

## Состав сельского поселения
| № | Населённый пункт   | Тип населённого пункта       | Население |
| - | ------------------ | ---------------------------- | --------- |
| 1 | Васильевский Хутор | село                         | ↘199      |
| 2 | Манкечур           | село, административный центр | ↘405      |
| 3 | Почекуй            | село                         | ↘26       |